# Вилдерс, Герт
Герт Ви́лдерс (нидерл. Geert Wilders; род. 6 сентября 1963, Венло, Нидерланды) — нидерландский политик. Является депутатом парламента Нидерландов с 1998 года, первоначально в качестве представителя Народной партии за свободу и демократию, а с 2006 года — Партии свободы, основателем и руководителем которой он стал. Широкую известность приобрёл благодаря своей антиисламской риторике, например, он заявил о том, что «выгнал бы пророка Мухаммеда из страны, если бы он жил в наше время».

## Биография
Герт Вилдерс родился 6 сентября 1963 года в городе Венло, провинция Лимбург, в семье Йоханнеса Хенрикуса Андреаса Вильдерса и Анны Марии (Ординг) Вильдерс. Он младший из четырёх детей, и был воспитан католиком. Его отец был голландцем; его мать родилась в колониальной Индонезии и имеет смешанное голландское и индонезийское происхождение.

### Политическая карьера
В сентябре 2004 года Герт Вилдерс покинул ряды Народной партии за свободу и демократию, членом которой он был с 1989 года, и основал собственную партию — Партию свободы (PVV). Причиной выхода из Народной партии за свободу и демократию послужило несогласие Вилдерса с позицией партии по вопросу о начале переговоров с Турцией о вступлении в Евросоюз, а также множеству других вопросов.
На национальных выборах в ноябре 2006 года Партия Свободы получила 6 % голосов и 16 % — на выборах голландских представителей в Европарламент 4 июня 2009 года.
3 марта 2010 года PVV впервые приняла участие в муниципальных выборах и заняла первое место в Алмере и второе — в Гааге.
По итогам первого тура теледебатов перед парламентскими выборами 2010 года Вилдерс получил от телезрителей наименьшее число голосов, а руководимая им Партия свободы получила на выборах 15,5 % голосов с 24 мандатами и 150 и заняла третье место. В июле 2010 года Вилдерс заявил о намерении создать международное антиисламское движение, International Freedom Alliance, взяв в качестве образца свою Партию свободы. В октябре 2010 года Партия свободы поддержала правящую коалицию, сформированную Народной партией за свободу и демократию и партией Христианско-демократический призыв, но не получила министерских портфелей.
В 2016 году в связи с Brexit Вилдерс в интервью газете «Известия» рассказал, что возглавляемая им партия начала подготовку проведения референдума о выходе Нидерландов из состава Европейского Союза. Также он отметил, что благополучие его страны «зависит от самостоятельности и возможности самим принимать решения» и подчеркнул, что произошедшее в последние месяцы показало, что «мы должны скорее решить вопрос с референдумом о членстве в ЕС», поскольку, по его мнению, «Брюссель не должен диктовать, с кем нам иметь экономические и политические отношения». Кроме того Вилдерс указал, что «восстановление связей с Россией — приоритетное направление для традиционно торговой страны, какой всегда были Нидерланды», поскольку полагает, что многие века обе страны «несмотря на существовавшие конфликты, находили только пользу от взаимного сотрудничества», а также что «сегодня снятие антироссийских санкций — необходимое условие нашего благополучного будущего».
На парламентских выборах 2017 года партия Вилдерса заняла второе место, набрав 13,1 % голосов избирателей и получив в результате 20 мест в Палате представителей Генеральных штатов.
В ноябре 2023 года партия PVV победила на парламентских выборах и получила 37 мест в парламенте из 150. Вилдерсу предстоят коалиционные переговоры о создании правительства.

### Политические взгляды
Вилдерс позиционирует себя как представителя либертарианства — идеологии свободы воли, хотя иногда его ассоциируют с крайне правыми фашистами, а его противники из числа левых и мусульман называют его «правым экстремистом», однако он сам решительно возражает против такого сравнения, заявляя, что «мои союзники не Ле Пен или Хайдер» и что «мы никогда не будем объединяться с фашистами». Он считает величайшим образцом для подражания политику Маргарет Тэтчер. По многим вопросам его взгляды совпадают со взглядами другого известного нидерландского политика Пима Фортёйна.
Вилдерс является сторонником Израиля в ближневосточном конфликте и 2 года прожил в этой стране. Вилдерс считает, что «Израиль является первой линией обороны Запада» против того, что он называет исламской угрозой. Вилдерс отвергает любые компромиссы со стороны Израиля в решении палестинского вопроса, считая единственно верным решением «переименовать Иорданию в Палестину и переселить туда всех палестинцев». В январе 2012 года Вилдерс призвал правительство Нидерландов «извиниться за „пассивную“ реакцию на массовую депортацию евреев нацистскими оккупантами во время Второй мировой войны».
Он известен своей резкой критикой ислама и предложением запретить иммиграцию мусульман в Голландию, объясняя это тем, что «не потому, что мусульмане плохие люди, а потому, что наше культурное наследство и общество, основанные на христианских и еврейских ценностях, лучше, чем общество исламское» и полагая, что если не остановить «иммиграцию из-за „политкорректности“, мы потеряем Европу». Кроме того он считает, что «существуют умеренные мусульмане, и многие мусульмане на Западе — законопослушные граждане», хотя и отрицает такое явление, как «умеренный ислам». А ислам как таковой для Вилдерса выступает, как «тоталитарная идеология, направленная против свободы, правления закона и разделения церкви и государства» и он бы «выгнал пророка Мухаммеда из страны, если бы он жил в наше время». В своём документальном короткометражном фильме «Фитна», вызвавшем широкий международный резонанс и неоднозначные оценки, показывая кадры террористических актов, которые устроили исламисты, он сравнивал ислам с нацизмом и критиковал Коран сравнивая его суры с выдержками из «Майн кампф» Адольфа Гитлера.
До своей победы на выборах Герт Вилдерс заявлял, что Нидерланды должны прекратить оказывать военную помощь Украине. Выиграв он сообщил, что если возглавит правительство Нидерландов, то не будет делать ничего, что бы противоречило Конституции.

## Судебный процесс с марокканской общиной
20 января 2010 года в Амстердаме начался судебный процесс по обвинению Вилдерса в разжигании ненависти к мусульманам, поскольку он назвал Коран источником исламского терроризма. В апреле 2008 года суд уже рассматривал иск к Вилдерсу от Нидерландской исламской федерации по обвинению в призывах к насилию и не нашёл в его высказываниях нарушения закона. 3 февраля 2010 года Вилдерс открыл специальный сайт, посвящённый текущему судебному процессу. По мнению корреспондентов «Немецкой волны», использование Вилдерсом трибуны суда для пропаганды своих взглядов привело к дальнейшему росту его популярности. В июне 2011 года Вилдерс был оправдан. Судья Марсэл ван Оустен постановил, что высказывания Вилдерса о воинственной природе ислама и его призывы запретить мусульманскую иммиграцию и Коран должны рассматриваться в более широком контексте дебатов об иммиграционной политике и не могут быть прямо увязаны с пропагандой ненависти и дискриминации мусульман в Голландии.

### Оценки
Американский историк, специалист по исламу и ближневосточному конфликту Даниэль Пайпс считает Вилдерса одним из наиболее перспективных и авторитетных политиков в Нидерландах. В 2010 году он писал, что у Вилдерса есть все шансы стать премьер-министром страны:
Опросы в настоящее время показывают, что PVV получает большинство голосов и становится крупнейшей партией в стране. Если бы Вилдерс стал премьер-министром, он мог бы повести за собой всю Европу
Кандидат исторических наук Филипп Плещунов утверждает, что рост рейтинга Вилдерса обеспечили «его широко растиражированные антиисламские высказывания, подкреплённые документальным фильмом „Фитна“, критикующим Коран и сравнивающим его с трудом Адольфа Гитлера „Моя борьба“».
Корреспондент газеты Haaretz Карни Элдад отмечала, что Вилдерс заявлял, что если он станет премьер-министром, то введёт запрет на ношение паранджи, запретит строительство мечетей и примет меры к прекращению иммиграции из мусульманских стран. В ноябре 2023 года Герт Вилдерс получил право первым попробовать сформировать новое правительство в качестве премьер-министра, его партия PVV победила, получив 37 мест в парламенте страны. Его назвали «голландским Трампом».